# Ernest Mangnall
Ernest Mangnall (Bolton, 4 gennaio 1866 – Lytham St Annes, 13 gennaio 1932) è stato un allenatore di calcio inglese, che ha allenato Burnley, Manchester United e Manchester City.

## Carriera
Nato a Bolton, gioca nel calcio dilettantistico come portiere prima di diventare direttore del Bolton. Comincia la sua carriera da allenatore nel marzo del 1900, alla guida del Burnley, secondo allenatore della società dopo la partenza di Harry Bradshaw. Con un solo mese da giocare nella 1899-1900 la retrocessione in Second Division sembra inevitabile ed è certificata il 28 aprile, ultima giornata di campionato, dopo il 4-0 subito a Nottingham contro il Nottingham Forest. Alla sua prima stagione in Second Division, il Burnley arriva al terzo posto e nell'annata seguente termine il campionato a metà classifica. Mangnall inizia anche la stagione 1903-1904 alla guida del Burnley ma nell'ottobre del 1903 viene chiamato ad allenare il Manchester United, divenendo il secondo segretario della squadra da quando è stata rinominata, nell'aprile 1903 (il termine allenatore non è stato utilizzato allo United fino all'arrivo di Jack Robson).
Alla guida dell'United Mangnall sfiora la promozione in First Division sia nel 1904 sia nel 1905, concludendo in entrambe le annate al terzo posto. Nel 1906 la squadra raggiunge la promozione concludendo il torneo al secondo posto: questo è il primo successo del Manchester United. Alla sua prima stagione in First Division, la squadra chiude il campionato a metà classifica. Nel 1908 Mangnall conquista il primo titolo inglese, e a fine stagione vince anche la Charity Shield contro il QPR (1-1, 4-0 nel replay). Il Manchester United termina il campionato 1909 al tredicesimo posto ma in compenso vince la sua prima FA Cup, battendo il Bristol City in finale per 1-0. Dopo un anno di transizione, nel 1911 Mangnall vince il suo secondo titolo inglese (vinto all'ultima giornata dopo una lunga lotto contro l'Aston Villa) e la sua seconda Supercoppa inglese, infliggendo una dura lezione allo Swindon Town (8-4), prima di trasferirsi al Manchester City. Il suo ultimo incontro con i Red Devils fu il derby di Manchester giocato nel settembre 1912 proprio contro il City, quando già si sapeva che Mangnall sarebbe passato ai rivali: il City vinse 1-0 all'Old Trafford.
Allenando il Manchester City per dodici anni, Mangnall trova qualche successo anche nei tornei regionali durante la prima guerra mondiale. La sua miglior stagione con i Citizens fu durante il campionato del 1921, quando la squadra raggiunse il secondo posto in campionato alle spalle del Burnley. Secondo molti c'era Mangnall dietro le decisioni dello United di spostarsi all'Old Trafford e del City di spostarsi al Maine Road.

## Statistiche

### Statistiche da allenatore
| Stagione               | Squadra                | Campionato             | Campionato | Campionato | Campionato | Campionato | Coppe nazionali | Coppe nazionali | Coppe nazionali | Coppe nazionali | Coppe nazionali | Coppe continentali | Coppe continentali | Coppe continentali | Coppe continentali | Coppe continentali | Altre coppe | Altre coppe | Altre coppe | Altre coppe | Altre coppe | Totale | Totale | Totale | Totale | % Vittorie | Piazzamento      |
| Stagione               | Squadra                | Comp                   | G          | V          | N          | P          | Comp            | G               | V               | N               | P               | Comp               | G                  | V                  | N                  | P                  | Comp        | G           | V           | N           | P           | G      | V      | N      | P      | %          | Piazzamento      |
| ---------------------- | ---------------------- | ---------------------- | ---------- | ---------- | ---------- | ---------- | --------------- | --------------- | --------------- | --------------- | --------------- | ------------------ | ------------------ | ------------------ | ------------------ | ------------------ | ----------- | ----------- | ----------- | ----------- | ----------- | ------ | ------ | ------ | ------ | ---------- | ---------------- |
| mar.-giu. 1900         | Burnley                | FD                     | ?          | ?          | ?          | ?          | FACup           | -               | -               | -               | -               | -                  | -                  | -                  | -                  | -                  | -           | -           | -           | -           | -           | 0      | 0      | 0      | 0      | —          | Sub. 17º (retr.) |
| 1900-1901              | Burnley                | SD                     | 34         | 20         | 4          | 10         | FACup           | 3               | 1               | 1               | 1               | -                  | -                  | -                  | -                  | -                  | -           | -           | -           | -           | -           | 37     | 21     | 5      | 11     | 56,76      | 3º               |
| 1901-1902              | Burnley                | SD                     | 34         | 10         | 10         | 14         | FACup           | 2               | 1               | 0               | 1               | -                  | -                  | -                  | -                  | -                  | -           | -           | -           | -           | -           | 36     | 11     | 10     | 15     | 30,56      | 9º               |
| 1902-1903              | Burnley                | SD                     | 34         | 6          | 8          | 20         | FACup           | 1               | 0               | 0               | 1               | -                  | -                  | -                  | -                  | -                  | -           | -           | -           | -           | -           | 35     | 6      | 8      | 21     | 17,14      | 18º              |
| ago.-ott. 1903         | Burnley                | SD                     | ?          | ?          | ?          | ?          | FACup           | -               | -               | -               | -               | -                  | -                  | -                  | -                  | -                  | -           | -           | -           | -           | -           | 0      | 0      | 0      | 0      | —          | Eson.            |
| Totale Burnley         | Totale Burnley         | Totale Burnley         | 102+       | 36+        | 22+        | 44+        |                 | 6               | 2               | 1               | 3               |                    | -                  | -                  | -                  | -                  |             | -           | -           | -           | -           | 108    | 38     | 23     | 47     | 35,19      |                  |
| ott. 1903-1904         | Manchester Utd         | SD                     | 28         | 18         | 7          | 3          | FACup           | 6               | 2               | 3               | 1               | -                  | -                  | -                  | -                  | -                  | -           | -           | -           | -           | -           | 34     | 20     | 10     | 4      | 58,82      | Sub. 3º          |
| 1904-1905              | Manchester Utd         | SD                     | 34         | 24         | 5          | 5          | FACup           | 3               | 0               | 2               | 1               | -                  | -                  | -                  | -                  | -                  | -           | -           | -           | -           | -           | 37     | 24     | 7      | 6      | 64,86      | 3º               |
| 1905-1906              | Manchester Utd         | SD                     | 38         | 28         | 6          | 4          | FACup           | 4               | 3               | 0               | 1               | -                  | -                  | -                  | -                  | -                  | -           | -           | -           | -           | -           | 42     | 31     | 6      | 5      | 73,81      | 2º (prom.)       |
| 1906-1907              | Manchester Utd         | FD                     | 38         | 17         | 8          | 13         | FACup           | 2               | 1               | 0               | 1               | -                  | -                  | -                  | -                  | -                  | -           | -           | -           | -           | -           | 40     | 18     | 8      | 14     | 45,00      | 8º               |
| 1907-1908              | Manchester Utd         | FD                     | 38         | 23         | 6          | 9          | FACup           | 4               | 3               | 0               | 1               | -                  | -                  | -                  | -                  | -                  | -           | -           | -           | -           | -           | 42     | 26     | 6      | 10     | 61,90      | 1º               |
| 1908-1909              | Manchester Utd         | FD                     | 38         | 15         | 7          | 16         | FACup           | 6               | 6               | 0               | 0               | -                  | -                  | -                  | -                  | -                  | CS          | 1           | 0           | 1           | 0           | 45     | 21     | 8      | 16     | 46,67      | 13º              |
| 1909-1910              | Manchester Utd         | FD                     | 38         | 19         | 7          | 12         | FACup           | 1               | 0               | 0               | 1               | -                  | -                  | -                  | -                  | -                  | -           | -           | -           | -           | -           | 39     | 19     | 7      | 13     | 48,72      | 5º               |
| 1910-1911              | Manchester Utd         | FD                     | 38         | 22         | 8          | 8          | FACup           | 3               | 2               | 0               | 1               | -                  | -                  | -                  | -                  | -                  | -           | -           | -           | -           | -           | 41     | 24     | 8      | 9      | 58,54      | 1º               |
| 1911-1912              | Manchester Utd         | FD                     | 38         | 13         | 11         | 14         | FACup           | 5               | 2               | 2               | 1               | -                  | -                  | -                  | -                  | -                  | CS          | 1           | 1           | 0           | 0           | 44     | 16     | 13     | 15     | 36,36      | 13º              |
| ago.-set. 1912         | Manchester Utd         | FD                     | 2          | 0          | 1          | 1          | FACup           | -               | -               | -               | -               | -                  | -                  | -                  | -                  | -                  | -           | -           | -           | -           | -           | 2      | 0      | 1      | 1      | &0,00      | Eson.            |
| Totale Manchester Utd  | Totale Manchester Utd  | Totale Manchester Utd  | 330        | 179        | 66         | 85         |                 | 34              | 19              | 7               | 8               |                    | -                  | -                  | -                  | -                  |             | 2           | 1           | 1           | 0           | 366    | 199    | 74     | 93     | 54,37      |                  |
| set. 1912-1913         | Manchester City        | FD                     | 36         | 16         | 8          | 12         | FACup           | 2               | 1               | 0               | 1               | -                  | -                  | -                  | -                  | -                  | -           | -           | -           | -           | -           | 38     | 17     | 8      | 13     | 44,74      | Sub. 6º          |
| 1913-1914              | Manchester City        | FD                     | 38         | 14         | 8          | 16         | FACup           | 6               | 3               | 2               | 1               | -                  | -                  | -                  | -                  | -                  | -           | -           | -           | -           | -           | 44     | 17     | 10     | 17     | 38,64      | 13º              |
| 1914-1915              | Manchester City        | FD                     | 38         | 15         | 13         | 10         | FACup           | 4               | 2               | 1               | 1               | -                  | -                  | -                  | -                  | -                  | -           | -           | -           | -           | -           | 42     | 17     | 14     | 11     | 40,48      | 5º               |
| 1919-1920              | Manchester City        | FD                     | 42         | 18         | 9          | 15         | FACup           | 2               | 1               | 0               | 1               | -                  | -                  | -                  | -                  | -                  | -           | -           | -           | -           | -           | 44     | 19     | 9      | 16     | 43,18      | 7º               |
| 1920-1921              | Manchester City        | FD                     | 42         | 24         | 6          | 12         | FACup           | 1               | 0               | 0               | 1               | -                  | -                  | -                  | -                  | -                  | -           | -           | -           | -           | -           | 43     | 24     | 6      | 13     | 55,81      | 2º               |
| 1921-1922              | Manchester City        | FD                     | 42         | 18         | 9          | 15         | FACup           | 3               | 2               | 0               | 1               | -                  | -                  | -                  | -                  | -                  | -           | -           | -           | -           | -           | 45     | 20     | 9      | 16     | 44,44      | 10º              |
| 1922-1923              | Manchester City        | FD                     | 42         | 17         | 11         | 14         | FACup           | 1               | 0               | 0               | 1               | -                  | -                  | -                  | -                  | -                  | -           | -           | -           | -           | -           | 43     | 17     | 11     | 15     | 39,53      | 8º               |
| 1923-1924              | Manchester City        | FD                     | 42         | 15         | 12         | 15         | FACup           | 7               | 4               | 2               | 1               | -                  | -                  | -                  | -                  | -                  | -           | -           | -           | -           | -           | 49     | 19     | 14     | 16     | 38,78      | 11º              |
| Totale Manchester City | Totale Manchester City | Totale Manchester City | 322        | 137        | 76         | 109        |                 | 26              | 13              | 5               | 8               |                    | -                  | -                  | -                  | -                  |             | -           | -           | -           | -           | 348    | 150    | 81     | 117    | 43,10      |                  |
| Totale carriera        | Totale carriera        | Totale carriera        | 754+       | 352+       | 164+       | 238+       |                 | 66              | 34              | 13              | 19              |                    | -                  | -                  | -                  | -                  |             | 2           | 1           | 1           | 0           | 822    | 387    | 178    | 257    | 47,08      |                  |

## Palmarès

### Club

#### Competizioni nazionali
- Campionato inglese: 2

Manchester United: 1907-1908, 1910-1911
- Charity Shield: 2

Manchester United: 1908, 1911
- Coppa d'Inghilterra: 1

Manchester United: 1910-1911